# From C Side
From C Side（フロムシーサイド）は文化放送のラジオ番組。1989年4月10日から1990年10月5日まで放送。NRN系列 全国ネットで放送した。

## 概要
パーソナリティは德永英明と太田英明（文化放送アナウンサー）が務めた。徳永と太田は番組で「W英明」を名乗った。
開始当初は「ばかばかしさと感動」の「ネオラジオ」がコンセプトだった。
番組に情報を提供するリスナー会員「C Side Staff」を募集。会員には毎月25日に発行していた番組の会報（番組の情報、徳永の情報、イベント報告、リスナーからのはがき掲載など）が送られた。
オープニングはリスナーの声のメッセージを放送して紹介した。当番組は恋の話と異性同士の考えの違いなどの話題に重点を置く構成で、二人のトークは時にはHな話があり、リスナーの葉書の中には過激な内容があった。
地方で公開録音を行ったことがある（沖縄県、福岡市など）。1989年7月1日、1990年7月7日は番組イベント ライブを日本武道館で開催した。

## 各曜日の内容
- 月曜 - ゲスト コーナー
- 火曜 - 女性リスナーの恋の悩みの葉書を紹介
- 水曜 - パーソナリティの徳永と太田が男子としての視点と考えを話すコーナー[3]
- 木曜 - 恋の悩みへのアドバイスをドラマ形式などで紹介
- 金曜 - 『私ってアブノーマル』（地域によって違う文化と風習などをギャグとして紹介する）

## ネット局・放送時間
- NRN系列 全国33局ネット
- 文化放送
月 - 金曜 23:00 - 23:30 - 『お遊びジョーズ』→『今夜もBREAK OUT ラジオバカナリヤ』に内包

| - STVラジオ - 23:10 - 23:40 - 青森放送 - 23:30 - 24:00 - 岩手放送 - 23:00 - 23:30 - 東北放送 - 24:00 - 24:30 - 秋田放送 - 23:00 - 23:30 - 山形放送 - 23:00 - 23:30 - ラジオ福島 - 23:20 - 23:50（1990年3月まで）→ 23:15 - 23:45（1990年4月から） - 新潟放送 - 23:30 - 24:00 - 北日本放送 - 23:30 - 24:00 - 北陸放送 - 23:30 - 24:00 - 福井放送 - 23:00 - 23:30 - 山梨放送 - 23:00 - 23:30 - 信越放送 - 24:00 - 24:30 - 静岡放送 - 24:00 - 24:30 - 東海ラジオ - 24:00 - 24:30 - ABCラジオ - 23:00 - 23:30（1989年9月まで『ABCラジオシティ』に内包） | - 和歌山放送 - 23:30 - 24:00（1990年3月まで） → 23:00 - 23:30（1990年4月から） - 山陰放送 - 23:00 - 23:30 - 山陽放送 - 23:30 - 24:00 - 中国放送 - 23:30 - 24:00 - 山口放送 - 23:30 - 24:00（1990年3月まで） → 23:00 - 23:30（1990年4月から） - 四国放送 - 23:00 - 23:30 - 西日本放送 - 23:00 - 23:30 - 南海放送 - 23:20 - 23:50 - 高知放送 - 23:00 - 23:30 - 九州朝日放送（KBCラジオ） - 24:30 - 25:00 - 長崎放送 - 23:30 - 24:00 - 熊本放送 - 23:30 - 24:00（1990年3月まで） → 23:00 - 23:30（1990年4月から） - 大分放送 - 23:00 - 23:30 - 宮崎放送 - 23:00 - 23:30 - 南日本放送 - 22:00 - 22:30（1990年3月まで） → 23:00 - 23:30（1990年4月から） - ラジオ沖縄 - 23:00 - 23:30 |